# オフ・ザ・ピッチ (テレビ番組)
オフ・ザ・ピッチは、日本テレビで2024年9月24日から放送開始のテレビのサッカー専門番組。

## 概要
地上波関東ローカル。Ｊリーガーの素顔に迫る新番組。

## 放送時間
- 毎週火曜日 21:54-22:00[注 1]

放送翌日から、Tver・日テレ無料で見逃し配信を行う。

## 出演者
- 小木博明（おぎやはぎ）
- 宇垣美里（フリーアナウンサー）